# Barbacenia stenophylla
Barbacenia stenophylla är en enhjärtbladig växtart som beskrevs av Goethart och Johannes Jan Theodoor Henrard. Barbacenia stenophylla ingår i släktet Barbacenia och familjen Velloziaceae. Inga underarter finns listade.